# Bisdom La Rioja

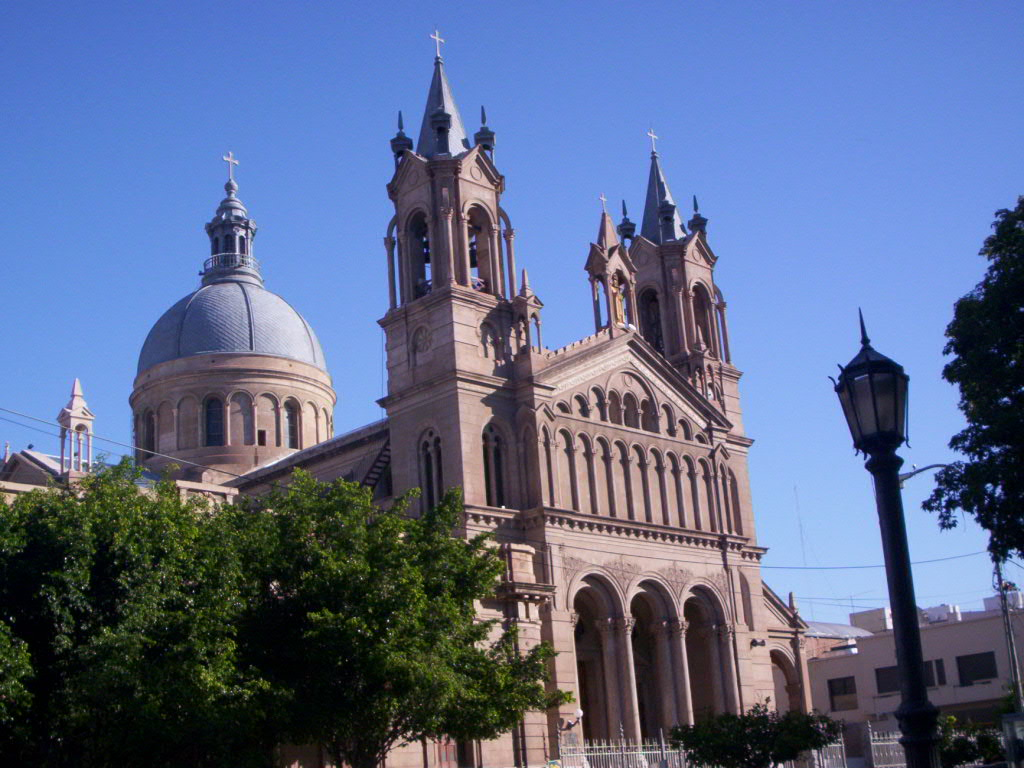
De kathedraal van La Rioja

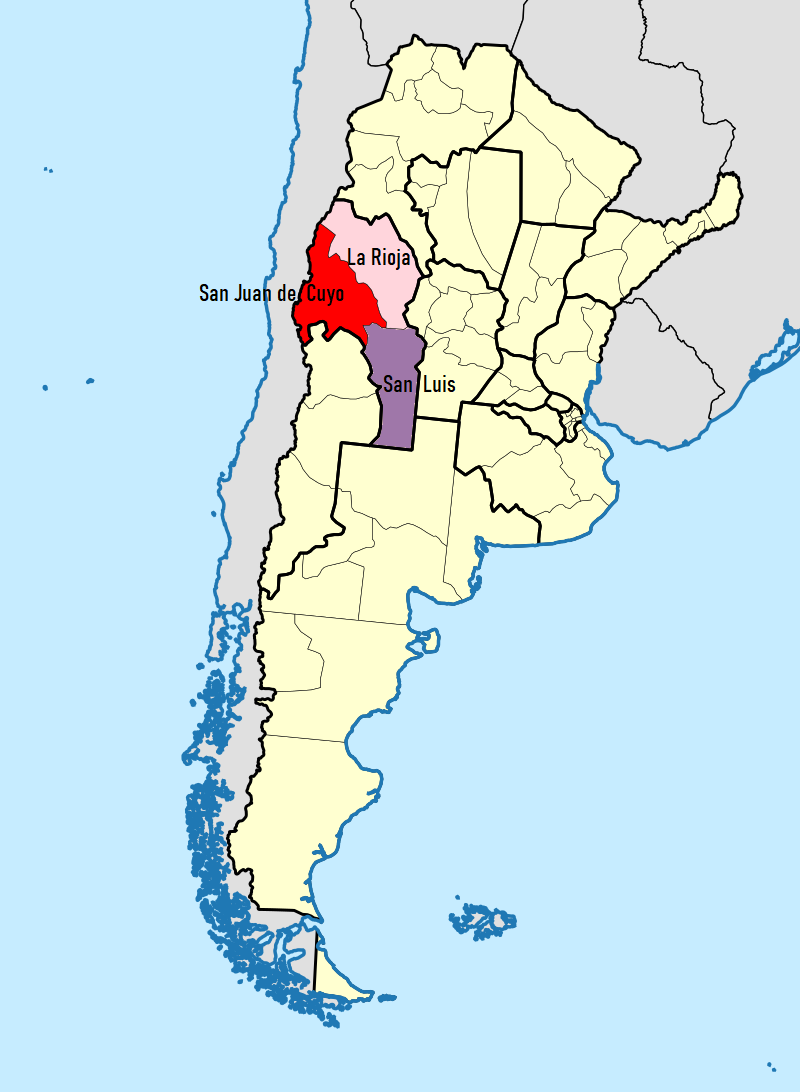
Het bisdom (roze) binnen de kerkprovincie San Juan de Cuyo

Het bisdom La Rioja (Latijn: Dioecesis Rioiensis) is een rooms-katholiek bisdom met als zetel La Rioja in Argentinië. Het bisdom is suffragaan aan het aartsbisdom San Juan de Cuyo. Het bisdom werd opgericht in 1934.
In 2019 telde het bisdom 33 parochies. Het bisdom heeft een oppervlakte van 89.680 km2 en telde in 2019 388.000 inwoners waarvan 83% rooms-katholiek waren. 

## Bisschoppen
- Froilán Ferreira Reinafé (1934-1964)
- Horacio Arturo Gómez Dávila (1964-1968)
- Enrique Angelelli (1968-1976)
- Bernardo Enrique Witte, O.M.I. (1977-1992)
- Fabriciano Sigampa (1992-2005)
- Roberto Rodríguez (2006-2013)
- Marcelo Colombo (2013-2018)
- Dante Gustavo Braida Lorenzón (2018-)

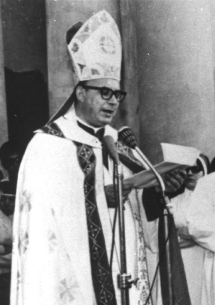
Enrique Angelelli

San Juan de Cuyo (aartsbisdom) · La Rioja · San Luis